# Stanisław Królikiewicz
Stanisław Królikiewicz (ur. 24 kwietnia 1891 w Stryju, zm. 9 sierpnia 1978 w Krakowie) – podpułkownik dyplomowany artylerii Wojska Polskiego II RP i Polskich Sił Zbrojnych, kawaler Orderu Virtuti Militari.

## Życiorys
Stanisław Królikiewicz urodził się 24 kwietnia 1891 w Stryju. Był synem Karola (1855–1907) i Julii z domu Bronarskiej (1863–1911). Jego braćmi byli: Marian (1880–1939), Kazimierz (1884–1976, architekt), Tadeusz (1887–1970), Mieczysław (1889–1986), Adam (1894–1966, oficer kawalerii, jeździec, medalista olimpijski), Wacław (1900–1983, inżynier, oficer), Oktawian (1903–1941, zabity przez Niemców).
U kresu I wojny światowej został przyjęty do Wojska Polskiego. Będąc w stopniu porucznika 4 listopada 1918 otrzymał rozkaz zorganizowania baterii armat podporządkowanej bezpośrednio Naczelnej Komendzie Wojska Polskiego we Lwowie. Kierując się własną kreatywnością przygotował broń złożoną z uzyskanych kilku austriackich dział polowych, do których improwizując przysposobił niepasujące pociski produkcji rosyjskiej. Dla upamiętnienia pierwszego strzału artyleryjskiego w dniu 7 listopada 1918 podczas obrony Lwowa w trakcie wojny polsko-ukraińskiej, został później wybrany na święto 5 Lwowskiego pułku artylerii lekkiej. Został awansowany na stopień kapitana artylerii ze starszeństwem z dniem z 1 czerwca 1919. Był oficerem rezerwowym 10 pułku artylerii ciężkiej w 1923 oraz dodatkowo jako oficer zatrzymany w służbie czynnej 17 pułku artylerii polowej w 1924. Od 1926 do 1928 kształcił się we francuskiej uczelni wojskowej École supérieure de guerre, której został absolwentem, po czym decyzją ministra spraw wojskowych otrzymał tytuł oficera dyplomowanego. Został zweryfikowany w stopniu kapitana artylerii w służbie stałej ze starszeństwem z dniem 1 listopada 1924. W 1928 był oficerem 14 pułku artylerii polowej. Został awansowany na stopień majora artylerii ze starszeństwem z dniem 1 stycznia 1932. W 1932 służył w Sztabie Głównym. Według stanu z marca 1939 w stopniu podpułkownika był dowódcą 20 dywizjonu artylerii ciężkiej we Włodawie.
Podczas II wojny światowej przedostał się na Zachód i został oficerem Polskich Sił Zbrojnych. W stopniu podpułkownika od 8 marca 1941 był p.o. zastępcą dowódcy 7 dywizjonu kadrowego artylerii lekkiej w składzie 7 Brygady Kadrowej Strzelców. Po wojnie był dyrektorem obozów repatriacyjnych UNRRA-IRO.
W 1914 jego żoną została Jadwiga Dulska, z którą miał syna Juliusza, zmarłego w wieku pięciu lat. W 1973 ożenił się z Marią Klementyną hrabiną Tyszkiewicz-Kalenicką herbu Leliwa (1921–2002). Zmarł 9 sierpnia 1978 w Krakowie. Został pochowany w grobowcu rodzinnym na Cmentarzu Salwatorskim w Krakowie 14 sierpnia 1978 (kwatera SC11-A-4).

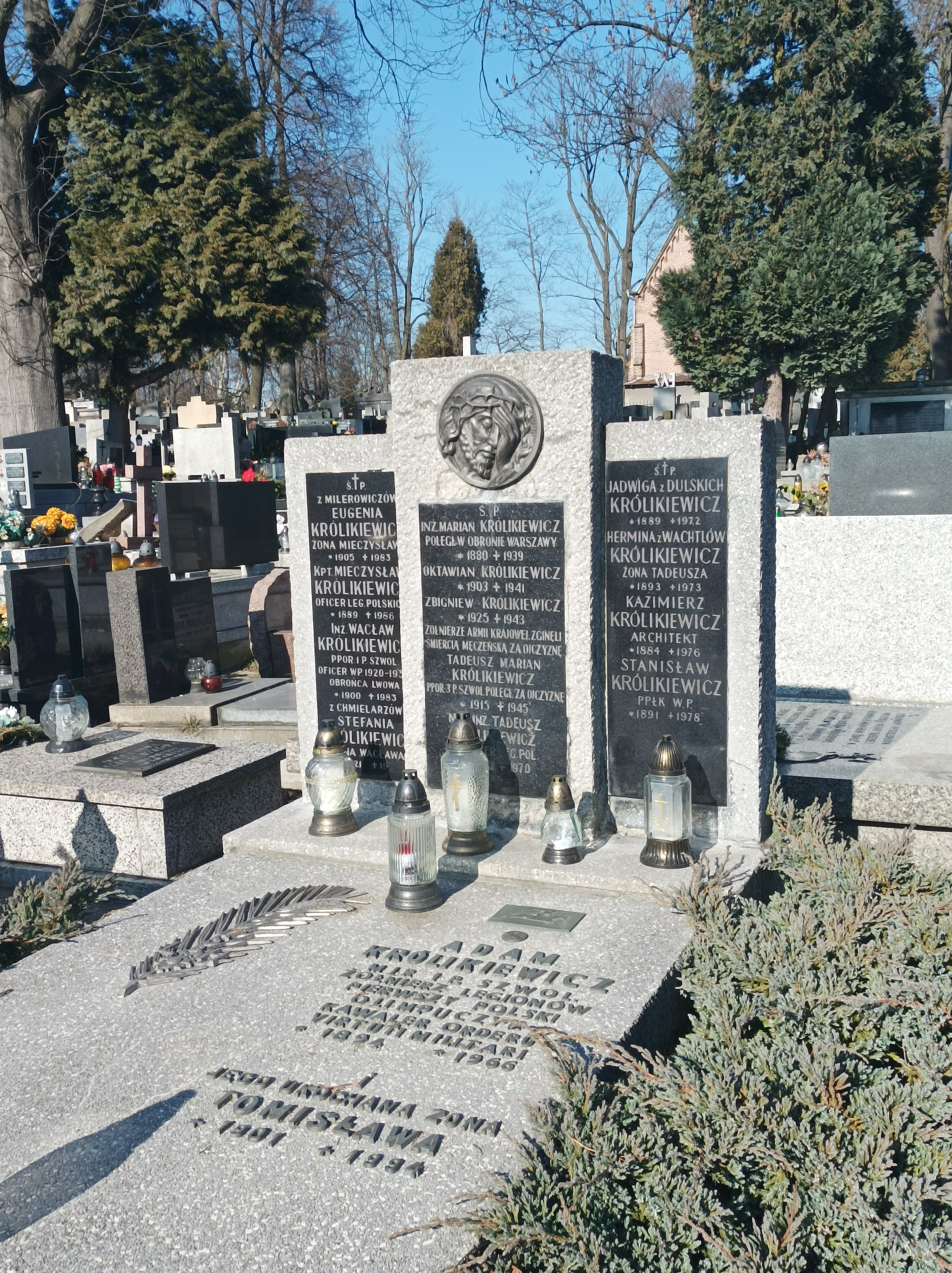
Grób Stanisława i Adama Królikiewiczów na cmentarzu Salwatorskim

## Ordery i odznaczenia
- Krzyż Srebrny Orderu Wojskowego Virtuti Militari nr 4556 – 1921[15]
- Krzyż Niepodległości – 9 listopada 1933 „za pracę w dziele odzyskania niepodległości"[16]
- Krzyż Walecznych – trzykrotnie (przed 1932)
- Złota „Odznaka za Sprawność PZN” – 1937[17]
- odznaczenia zagraniczne